# Sörsjön, Ångermanland
Sörsjön är en sjö i Sollefteå kommun i Ångermanland och ingår i Ångermanälvens huvudavrinningsområde. Sjön har en area på 0,334 kvadratkilometer och ligger 252,8 meter över havet. Sjön avvattnas av vattendraget Finnån.

## Delavrinningsområde
Sörsjön ingår i det delavrinningsområde (701355-154212) som SMHI kallar för Utloppet av Sörsjön. Medelhöjden är 319 meter över havet och ytan är 12,69 kvadratkilometer. Räknas de 7 avrinningsområdena uppströms in blir den ackumulerade arean 110,52 kvadratkilometer. Finnån som avvattnar avrinningsområdet har biflödesordning 4, vilket innebär att vattnet flödar genom totalt 4 vattendrag innan det når havet efter 88 kilometer. Avrinningsområdet består mestadels av skog (78 procent). Avrinningsområdet har 0,59 kvadratkilometer vattenytor vilket ger det en sjöprocent på 4,6 procent.